# 中国—斐济关系
中华人民共和国—斐济关系（英語：China–Fiji relations），是指歷史上的中國和斐濟、以至現在中華人民共和國與斐濟共和國之間的雙邊關係。

## 歷史

### 民国前
最早的斐濟華僑是一名來自澳大利亞的廣東人，他在1872年開始居於當地；亦有指首名斐濟華僑是在1808年因海難而流落斐濟，其後客死異鄉。1870年代，一批失业的淘金華工在回鄉途中行經斐濟，決定留在當地生活，成为第一批斐济华侨。
1874年10月，斐济正式成為英国殖民地:53。殖民政府致力發展當地的甘蔗种植园，一些园主建議聘用華工，亦有人認為招募華工的風險高，印度苦力比较可靠；至1883年，斐济群岛境內共有2,300名印度契约工，來自中国的契约工則只有764人:53。

### 共和国建政后
中华人民共和国成立後，斐济的殖民政府对华人採取怀疑的态度，曾指責當地华侨是「共产党」。
1970年，斐濟從英國獨立；當時的斐濟既沒有承認中華人民共和國政府，亦不承認中華民國政府，但允許中華民國政府在斐濟設立商務代表團:394。1975年11月5日，中華人民共和國政府與斐濟共和國达成协议，签署建交公报；斐济方面承诺在限期內关闭中華民國駐斐濟商務代表團:395。2002年5月27日，中华人民共和国国务院总理朱镕基与来访的斐济总理莱塞尼亚·恩加拉塞共同签署了《关于巩固和促进友好合作关系的联合声明》。中斐两国在2006年上半年宣布建立「重要合作伙伴关系」。
2006年斐濟軍事政變後，斐濟遭到澳大利亞、新西蘭、美國和歐盟制裁；2010年，斐濟總理弗蘭克·姆拜尼馬拉馬宣佈該國將疏遠澳大利亞和美國等傳統盟友，改為加強與中國的聯繫，又認為只有中國能夠真正明白他試圖推行的改革。2014年11月22日，中华人民共和国与斐济签署互免签证协议，并于2015年3月14日生效。2019年8月，斐济勒令中華民國駐斐濟商務代表團更名为駐斐濟台北商務辦事處，摘除含有原名称的铭牌，并没收其使用的外交車牌。
2020年10月19日，中華民國外交部政务次长曾厚仁称，驻斐济台北商务办事处10月8日举办双十国庆酒会中，有两名中国外交人员闯入，双方推撞，台湾方面有两人被中方人员打伤。斐济和中国方面主张低调处理此事，对此台湾表示不满抗议。
2023年1月，斐濟新上任的總理接受澳洲媒體訪問時表示，該國將一改前任政府的親中立場、強化與澳洲的軍事與外交關係，並拒絕北京方面培訓斐濟軍警。同時斐济警察总监被停职。3月15日，斐濟政府決議恢復臺灣駐斐機構名稱為中華民國（臺灣）駐斐濟商務代表團，並享有《斐濟外交特權暨豁免法》的外交特權，斐濟外交部於3月24日以節略正式知會。這也是駐非邦交國機構中唯一使用中華民國國號者。不過6月20日，中華人民共和國駐斐濟大使周劍卻表示，不久前斐濟新政府做出恪守一個中國原則的重要決定，將台灣駐斐濟機構名稱糾正為“台北商務辦事處”，取消其外交特權，還表示中斐關係面臨的巨大政治障礙得以掃除。中華民國外交部則表示由於中國駐斐濟大使館向斐濟政府抗議施壓，中國外交部副部長馬朝旭4月13日訪問再度施壓，之後斐濟政府內閣會議討論數次後改回現名，中華民國外交部因此對於斐濟政府未能堅持立場表示遺憾。
2024年3月，斐济总理表示，尽管斐济政府决定不撕毁与中国政府签署的一项的警务协议，但已将中國派驻在该国警察部队中的警官移除。

## 經貿關係
- 中國出口到斐济的产品（2012年）[21]
- 斐济出口到中國的产品（2012年）[22]

中斐兩國在1976年的双边贸易總额是230万美元，全為中国出口；2013年，中斐兩國的双边贸易總额為2.36亿美元，其中中国出口2.14亿美元，斐济則出口0.22亿美元。截至2013年，中華人民共和國是斐济的第六大贸易伙伴；中国出口机电设备、机械器具、鱼类产品、钢铁制品等商品到斐济，而斐济出口到中国的商品則有矿产资源、饮料、动物产品等。
截至2012年，斐济境內有33家中资企业，這些企業分別涉足了酒店业、制造业、渔业等多個領域；在該年，中華人民共和國对斐济的直接投资额為3104万美元（不包括金融投资）。

## 旅行與簽證

持中華人民共和國護照的中華人民共和國公民可以免簽證的方式入境斐济。

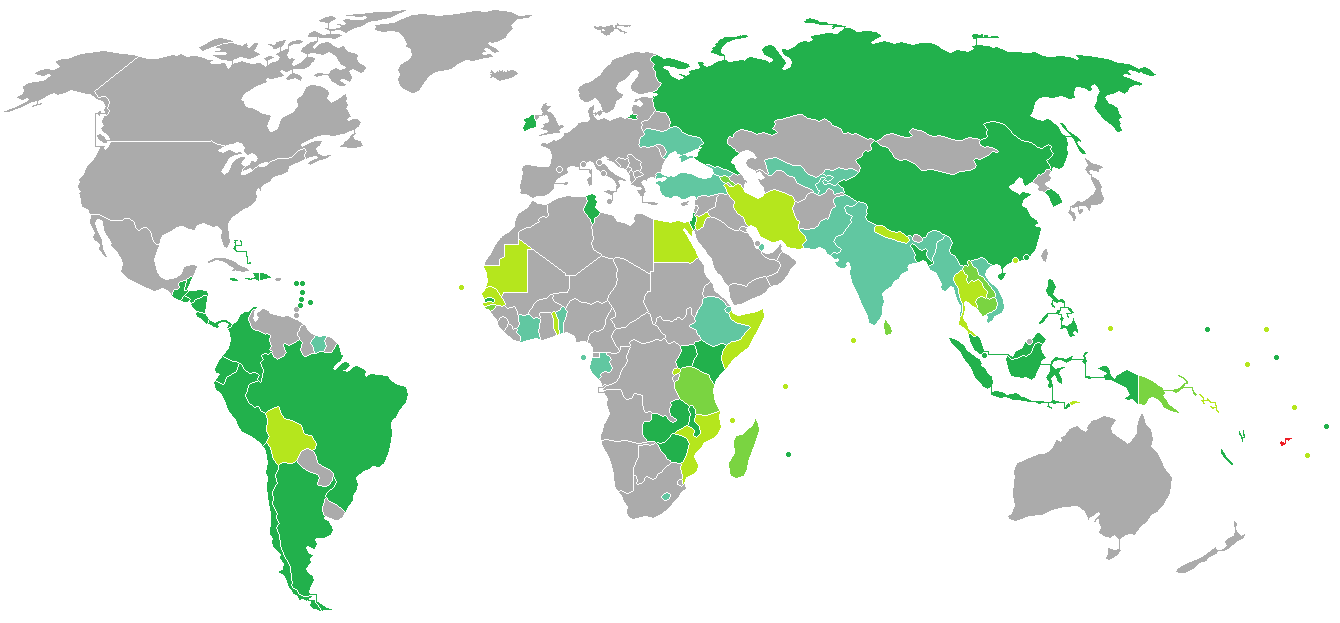
持斐济護照的斐济公民可以免簽證的方式入境中華人民共和國。

斐济于2014年11月22日与中华人民共和国签署互免签证协议，2015年3月14日生效，持有中華人民共和國護照的中華人民共和國公民可以免簽證入境斐济，可以停留30天,但斐济单方面给予120天停留。而持斐济護照的斐济公民也可以免簽證的方式入境中華人民共和國停留最多30天。

## 文化關係
斐濟國內最大的中文學校爲逸仙學校；該校分別設有小學和中學部，招收不同種族的學生，華人可獲優先取錄:146。中華人民共和國駐斐济大使馆曾向逸仙學校捐赠教材，但中華民國派駐當地的人員也曾到逸仙學校出席活動。

## 軍事關係
中华人民共和国国防部外事办公室主任钱利华曾在2013年率领军事代表团访問斐济；2014年8月，中國人民解放軍海軍的920型醫院船前赴斐济执行「和谐使命2014」任务，斐济总统埃佩利·奈拉蒂考親自到船上探望病人。

## 外部連結
- 中华人民共和国驻斐济共和国大使馆官方网站（简体中文）（英文）
  - 中华人民共和国驻斐济共和国大使馆经济商务处官方网站（简体中文）
- 斐济共和国驻上海总领事馆官方网站（简体中文）（英文）